# Mattia Destro
Mattia Destro (ur. 20 marca 1991 w Ascoli Piceno) – włoski piłkarz występujący na pozycji napastnika.

## Kariera klubowa

### Inter
Rozpoczął swoją karierę w Ascoli, w swoim miejscu urodzenia i jednym z byłych klubów ojca. W połowie 2005 roku dołączył do szkółki Interu Mediolan. W sezonie 2009/10 w Primaverze trafił 18 bramek i zagrał kilka meczów towarzyskich w pierwszym składzie.

### Genoa
W czerwcu 2010, La Gazzetta dello Sport poinformowała, że Destro przeniesie się do Genoi na wypożyczenie w ramach transferu Andrei Ranocchii, który powędrował w drugą stronę. Genoa miała pierwszeństwo zakupu Destro w czerwcu 2011 roku.
Po tym jak Luca Toni odniósł kontuzję, Destro zadebiutował w Serie A 12 września 2010 i trafił bramkę w 6 minucie. Jednak Genoa ostatnie przegrała u siebie 1-3 z Chievo. W czerwcu 2011 roku przeniósł się na stałe do Genoi za 4,5 miliona euro.

### Siena
W 2011 roku został wypożyczony do beniaminka Siena za 1,5 miliona euro. Siena miała w ramach umowy możliwość wykupienia połowy praw do zawodnika. Destro został najlepszym strzelcem drużyny, z 12 bramkami na koncie.

### Roma
W 2012 roku został zawodnikiem AS Roma.

#### Milan
W 2015 roku został wypożyczony do AC Milanu z AS Romy z warunkiem pierwokupu Destro ma podpisać kontrakt do 2019 roku będzie zarabiał 2.5 mln euro rocznie.

### Bologna
W sierpniu 2015 roku został zawodnikiem Bologna FC na koszulce nosi numer "10" .

## Kariera reprezentacyjna
Destro zagrał na każdym szczeblu reprezentacyjnym od U16 do U21 (oprócz U20). 15 sierpnia 2012 zadebiutował w dorosłej reprezentacji w towarzyskim meczu z Anglią (1:2).